# 1902 w filmie
Wydarzenia filmowe w 1902 roku.

## Wydarzenia
zagraniczne
- 10 marca – komisja regulacyjna doprowadziła do zablokowania uzyskania przez Thomasa Edisona monopolistycznej pozycji na rynku.
- 1 września – premiera filmu Podróż na Księżyc.

polskie
- Powstały pierwsze polskie filmy Powrót birbanta i Przygoda dorożkarza.

## Premiery
- Przygoda dorożkarza – reż. Kazimierz Prószyński
- Powrót birbanta – reż. Kazimierz Prószyński
- Podróż na Księżyc (La Voyage dans la Lune) – reż. Georges Méliès

## Urodzili się
- 31 stycznia – Pál Jávor, węgierski aktor (zm. 1959)
- 11 lutego – Lubow Orłowa, rosyjska aktorka (zm. 1975)
- 3 marca – Józef Kondrat, polski aktor (zm. 1974)
- 29 marca – Martin Frič, czeski aktor, scenograf, scenarzysta i reżyser (zm. 1968)
- 6 maja – Max Ophüls, niemiecki reżyser filmowy (zm. 1957)
- 10 maja
  - David O. Selznick, amerykański producent (zm. 1965)
  - Anatole Litvak, ukraiński reżyser (zm. 1974)
- 14 czerwca – Nikołaj Ekk, radziecki reżyser i scenarzysta (zm. 1976)
- 19 czerwca – Frigyes Bán, węgierski reżyser filmowy (zm. 1969)
- 1 lipca – William Wyler, amerykański reżyser (zm. 1981)
- 18 lipca – Chill Wills, amerykański aktor (zm. 1978)
- 10 sierpnia – Norma Shearer, kanadyjska aktorka (zm. 1983)
- 11 sierpnia – Lloyd Nolan, amerykański aktor (zm. 1985)
- 22 sierpnia – Leni Riefenstahl, niemiecka reżyserka filmowa  (zm. 2003)
- 5 września – Darryl F. Zanuck, amerykański producent, reżyser (zm. 1979)
- 20 września – Cesare Zavattini, włoski scenarzysta (zm. 1989)
- 22 września – John Houseman, amerykański aktor (zm. 1988)
- 25 września – Zofia Jaroszewska, polska aktorka (zm. 1985)
- 5 października – Larry Fine, amerykański aktor, członek The Three Stooges (zm. 1975)
- 28 października – Elsa Lanchester, brytyjska aktorka (zm. 1986)
- 1 listopada – Karol Marczak, polski reżyser i operator (zm. 1977)
- 2 grudnia – Marie-Hélène Dasté, francuska aktorka (zm. 1994)
- 9 grudnia – Margaret Hamilton, amerykańska aktorka (zm. 1985)
- 19 grudnia – Ralph Richardson, angielski aktor (zm. 1983)